# 페니키아
페니키아(그리스어: Φοινίκη, 라틴어: Phœnicia)는 고대 가나안의 북쪽에 근거지를 둔 고대 문명이다. 중심 지역은 오늘날의 레바논, 시리아, 이스라엘 북부로 이어지는 해안에 있었다.
과거에는 페니키아 문명이 약 3200년 전에서 약 2900년 전까지 지중해를 가로질러 퍼져나간 진취적 해상 무역 문화를 보유했다고 여겼다.
그러나 최근 고고학 발굴의 결과, 페니키아 문명은 그보다 훨씬 오래전인 6000년 전에 존재했던, 지중해와 메소포타미아를 연계하는 기시(Gish) 문명과 연계되어 있다. 학자들은 기시 문명이 아프리카의 쿠마 문화(Kuma), 나일강 유역의 쿠시(Kush) 문화와 연결 고리가 있으며, 그 관계를 연구 중이다.
이집트 기록에 따르면, 페니키아인들은 무역 활동을 위해 북아프리카의 튀니지(고대 카르타고)를 중심으로 알제리, 리비아 등 북아프리카 권역, 이탈리아 중부와 남부 도시, 이베리아반도의 항구 도시에 식민지를 건설했다. 페니키아 본토의 도시 중 가장 완벽하게 발굴된 도시는 시돈과 티레 사이에 있는 사렙타이다. 페니키아는 최초로 갤리선을 사용한 문명으로 이를 이용한 지중해 무역으로 번성했다.
페니키아 문명을 이룬 이들이 단일 민족인지는 분명하지 않다. 그들은 고대 그리스와 같이 도시 국가를 이루었고, 각 도시 국가는 정치적으로 독립돼 있었다. 페니키아 도시 국가들은 서로 동맹을 맺고 협력하기도 했으나, 도시 간에 갈등이 있는 경우도 있었다. 레반트 지역의 티레와 시돈은 페니키아의 가장 강력한 도시 국가였다.
페니키아인들은 아프리카아시아어족의 셈어파에 속하는 페니키아어를 사용했다. 그들은 최초로 알파벳을 사용한 문명으로, 그들이 사용한 카나니테-페니키안 알파벳으로부터 후대의 여러 알파벳이 나왔다. 페니키아는 해양 무역을 통해 알파벳을 북아프리카와 유럽에 전파했고, 이로부터 그리스어 알파벳이 만들어졌다. 이는 후일 다시 에트루리아 문자와 로마자의 형성에 기여했다.

## 어원
페니키아라는 말은 라틴어 푸니쿠스(punicus)에서 왔다. 고대 이집트의 Fnkhw에서 유래한 미케네 선형문자 B의 포니기요(ponikijo)를 호메로스가 그리스어 포이닉스(phoînix)로 옮겼고, 이 말이 고대 로마에 전해져 페니키아로 변했다. 고대 이집트의 Fnkhw는 "시리아인"을 뜻한다. 한편, 그리스어 포이닉스(phoînix)는 심홍색, 티리언 퍼플, 뿔고동을 뜻하는 단어로 사용됐는데, 이는 뿔고동 껍질을 원료로 한 심홍색 옷을 페니키아인이 즐겨 입었기 때문인 것으로 여겨진다.

## 역사
흔히 페니키아인들이 동지중해 지역에서 이 지역으로 이주했다고 이야기되지만, 아직까지 명확한 기록은 없다. 헤로도토스는 페니키아인이 지금의 페르시아만 지역에서 지중해 지역인 레반트로 이주했을 것이라고 추정했다. 언어나 신화 면에서 볼 때 페니키아인은 가나안의 다른 문화와 유사하다. 페니키아인들은 스스로를 가나안인이라 불렀다.
약 3400년 전에 제작된 아마르나 문서에서 페니키아인들은 자신들을 가나안인이란 뜻의 케나아니(Kenaani) 또는 키나아니(Kinaani)로 불렀다. 이 문서는 고대 이집트에서 이른바 바다 민족이라 부르던 이들이 침략한 시기보다 1세기 이전에 제작됐다. 약 2600년 전 밀레토스의 헤카타이오스는 페니키아를 키나(χνα)라고 표기했고, 비블로스의 필로는 <신화학>에서 "키나란 페니키아를 가리키는 말이다"라고 기록했다. 이집트에서는 약 5000년 전부터 비블로스에서 레바논시다를 배로 실어 날랐다.
고고학에서는 페니키아를 지금의 레바논 해안을 중심으로 발전한 고대 문명으로 파악한다. 이들은 주변의 고대 이집트, 미노아, 불레셋, 이스라엘 왕국 같은 여러 세력과 관계를 형성하며 발전했다. 약 4600년 전에서 3300년 전 사이에 비옥한 초승달 지역에서 일어난 대규모 민족 이동으로 인해 비블로스는 주변 민족의 침략을 받았다. 그 결과 페니키아어와 아람어가 섞이게 되었다. 이후 수메르와 아카드의 군대가 지중해 연안을 점령하면서 페니키아는 히브리 역사에 기록되기 시작했고, 3500년 전 고대 이집트의 투트모세 3세가 이 지역을 점령하면서 역사적으로 알려졌다.
약 3400년 전에 작성된 아마르나 문서에는 아모리와 히타이트가 페니키아의 여러 도시를 굴복시켰고, 비블로스 왕 리브-하다와 티르의 왕 아비-밀쿠가 이집트의 봉신이 되었다고 기록되어 있다. 그러나 약 3350년 전에서 3300년 전 사이에 이집트가 페니키아를 탈환한다. 그다음 세기에 우가리트가 이 지역에서 발흥했으나 약 3200년 전에 멸망했다. 사학자 게르하르드 헬름은 이 무렵에 갑자기 출현한 이른바 바다 민족이 여러 가지 고고학적 증거로 보아 페니키아의 발달된 항해술 또는 미케네 문명과 밀접한 관련이 있다고 단언한다.
학자들은 여전히 페니키아의 기원에 대한 연구를 계속하고 있으며, 유적 발굴과 함께 언어학적 연구도 이루어지고 있다. 그러나 페니키아의 기원은 여전히 불확실하다. 유전자 지도 계획을 이끌고 있는 스펜서 웰스는 과거 페니키아의 터전이었던 레바논과 몰타에 거주하는 남성 유전자에 대한 연구를 통해 페니키아의 기원을 밝히려고 했다. 그는 이 연구를 통해 그들이 Y 염색체 상에 m89 염기 갖고 있는지 살펴보았다. 연구 결과 그들 미케네인과 바다 민족 페니키아인과 유전적으로 분리되어 있다는 결론에 도달했다.
카데시 전투 이후, 히타이트와 이집트 양 제국의 세력이 약화된 틈을 타서 페니키아인들은 발달한 항해술을 이용해서 지중해 동남부를 빠르게 장악한다. 이어서 페니키아인들은 아프리카 북부의 카르타고에 식민지를 건설하고 유럽의 서쪽 끝 이베리아반도에 진출해 왕국을 세운다.

## 경제와 문화의 도시 국가

페니키아의 강역

페니키아 알파벳

페르낭 브로델은 《세계의 투시도》에서 페니키아는 주변 세계와 교류하여 "세계 경제"를 건설한 고대 국가 중 하나라고 주장했다. 페니키아 문화와 해양 세력은 약 3200년 전에서 2800년 전에 융성했다.
페니키아의 주요 거점은 비블로스, 티레, 시돈, 시미라, 아라두스, 베리투스와 같은 도시 국가였다. 아마르나 문서에는 이 도시들이 모두 거론된다. 페니키아의 특징을 나타내는 유물은 5000년 전까지 거슬러 올라간다. 지중해 연안에 자리 잡은 페니키아 도시 국가들은 해양을 통해 레반트 지역과 교류했으며 많은 자원을 실어 날랐다. 약 3200년 전 철기시대에 접어들자 산토리니섬으로 추정되는 북쪽 지역에서 화산 분화로 인해 흉년을 만난 바다 민족이 남하했다. 이들은 이집트, 히타이트 같은 잘 알려진 고대 국가들을 약화시켰다. 이러한 지배력 공백으로 인해 페니키아의 많은 도시 국가들은 독립 권력을 얻었고, 이후 해양 세력을 바탕으로 독립을 유지했다.
페니키아의 권력은 왕, 성직자, 원로원으로 구성되어 있었다. 비블로스는 도시 국가들 중에 가장 강성했고, 페니키아의 주요 거점이었다. 페니키아 알파벳 역시 비블로스에서 유래했다. 약 3000년 전 티레와 시돈이 발흥해서 오래지 않아 페니키아의 헤게모니를 분점했다. 티레의 왕 히람 1세(Hiram I, 기원전 969년~기원전 936년)은 당대의 가장 강성한 왕이었다. 이러한 이유로 인해 페니키아인은 가나안인이란 이름과 함께 티레인, 시돈인 등으로 불리기도 했다.

## 종교
페니키아인들은 당시 가나안 지역의 신들을 믿었다. 약 3200년 전에는 주신은 대부분 바알로 간주되었고, 페니키아의 신들은 후일 그리스 신화에 혼합됐다.

## 알파벳
페니키아인들은 22개의 자음으로 이루어진 인류 최초의 알파벳을 만들어 사용했다. 표음문자였던 페니키아의 알파벳은 사용하기 쉬웠기에 페니키아의 무역 활동을 통해 지중해 여러 지역에 전파됐으며, 후일 고대 그리스와 고대 로마의 알파벳에 영향을 미쳤다.
약 3000년 전 페니키아인들은 레바논, 키프로스, 시리아, 이스라엘 및 북아프리카의 지중해 연안에 많은 묘비를 남겼다. 페니키아어는 카르타고어의 모태가 되었고, 카르타고-페니키아어는 5세기까지 사용됐다.

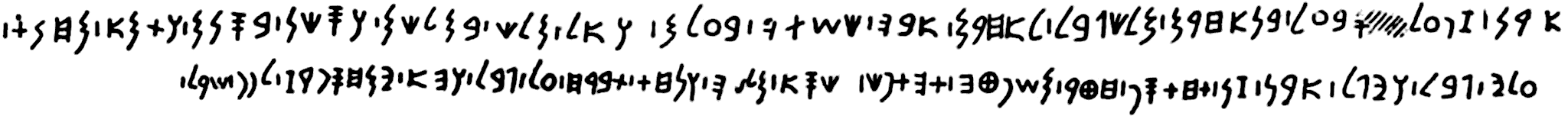
약 3200년 전 비블로스에서 제작된 아히람의 석관에 쓰인 페니키아 문자

아히람의 아들이자 비블로스의 왕인 이토바알의 관, 그가 "영원의 집"에 거하도록 그의 아버지 아히람을 위해 만들다. 언젠가 왕들의 왕이요 통치자들의 통치자이며 군대의 사령관인 그가 관을 열고 비블로스에 돌아온다면, 그는 지배의 홀을 뺏기고 그의 왕좌는 전복되며 비블로스는 평화를 잃으리라! 그가 이 비문을 깬다면, 그것은...!

## 페니키아의 영향

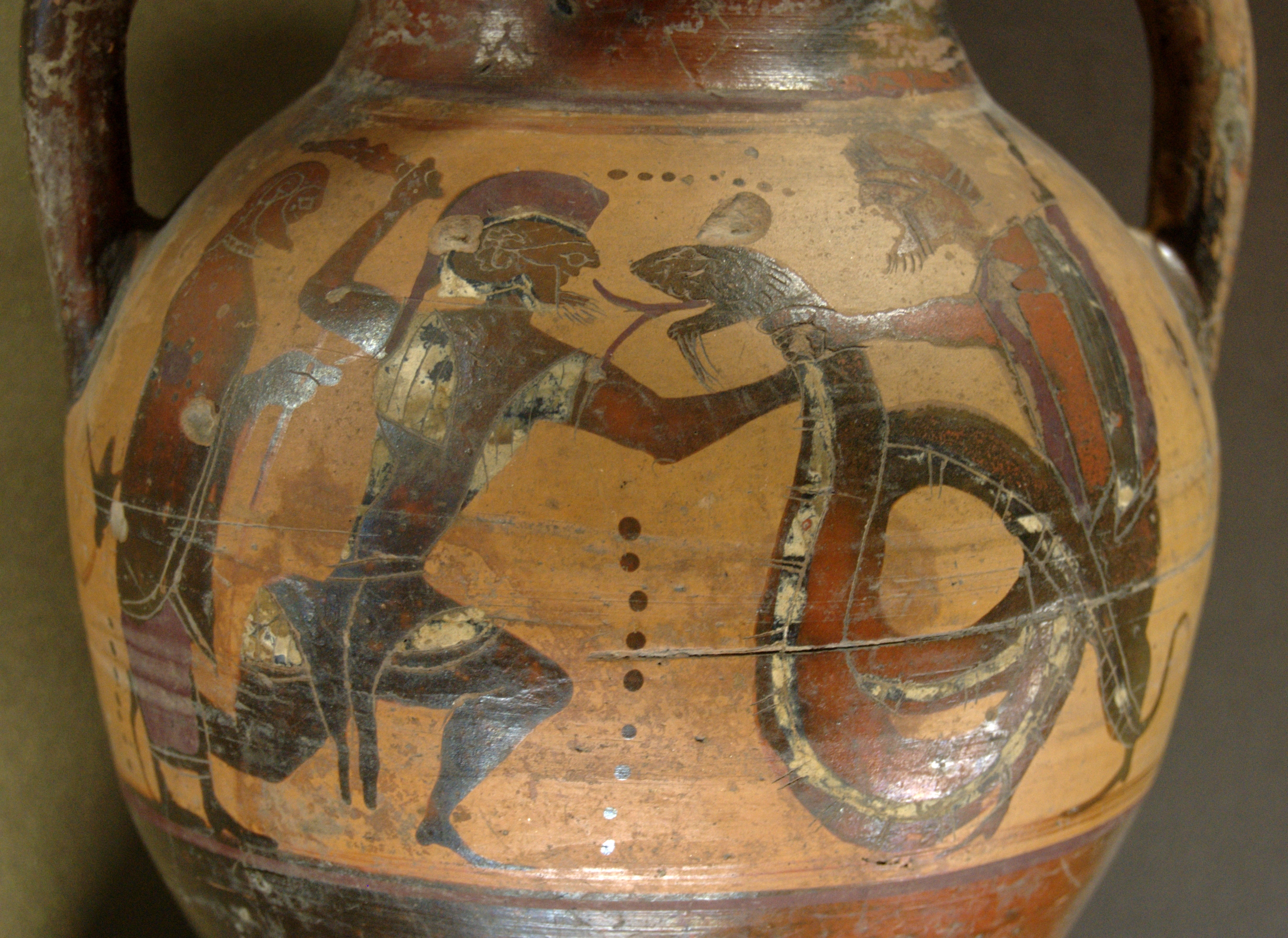
암포라에 그려진 용과 싸우는 카드모스, 기원전 560년 ~ 기원전 550년경, 에우보이아 출토, 루브르 박물관

페니키아는 초기 철기 시대의 지중해 문명에 지대한 영향을 미쳤다. 알파벳, 선박 기술, 상업술, 과학 기술, 항해술 등이 그리스에 전해졌다.

## 같이 보기
- 페니키아니즘
- 레반트의 이름